# Les Sorciers de Waverly Place, le film
 (février 2010).
Si vous disposez d'ouvrages ou d'articles de référence ou si vous connaissez des sites web de qualité traitant du thème abordé ici, merci de compléter l'article en donnant les références utiles à sa vérifiabilité et en les liant à la section « Notes et références ».
Pour plus de détails, voir Fiche technique et Distribution.
Les Sorciers de Waverly Place, le film est un téléfilm américain de la collection des Disney Channel Original Movie réalisé par Lev L. Spiro et diffusé en 2009.
Il s'agit d'une adaptation de la série télévisée Les Sorciers de Waverly Place.

## Synopsis
Le voyage de la famille Russo pour Porto Rico aurait dû être un voyage de rêve. Les parents ont choisi de faire découvrir à leurs enfants l'île sur laquelle ils se sont rencontrés et où ils sont tombés amoureux. Paysages paradisiaques et souvenirs magiques étaient alors au programme. Mais attention, toute baguette magique, grimoire et autres potions magiques doivent rester à New York : ces vacances se passeront sans magie... Justin décide tout de même d'emmener la baguette de la famille, on ne sait jamais ! À peine arrivée, Alex, bien décidée à profiter de ces vacances pour se faire de nouveaux amis, promet de se rendre à une fête organisée sur la plage, et compte bien sur la magie pour parvenir à ses fins. Malheureusement sa mère s'y oppose et une dispute éclate. Sans réfléchir, Alex jette par accident un sort à sa mère : « Je voudrais que Papa et toi vous ne vous soyez jamais connus ! »... Son vœu se réalise et menace la famille : les parents, Jerry et Theresa ne se souviennent plus l'un de l'autre, comme avant leur rencontre. Pour conjurer le sort, Alex et Justin devront trouver dans la jungle la Pierre des Rêves pendant que Max devra trouver un moyen de faire retomber ses parents amoureux l'un de l'autre. Le temps presse, les 3 enfants Russo n'ont que 48 heures pour conjurer le sort... sinon, ils disparaîtront, comme si leurs parents ne s'étaient jamais connus !

## Fiche technique
- Titre : Les Sorciers de Waverly Place, le film
- Titre d’origine : Wizards Of Waverly Place: The Movie
- Réalisation : Lev L. Spiro
- Décors : Mark Hofeling
- Costume : Carina Grilli
- Musique : Kenneth Burgomaster
- Producteur : Todd J. Greenwald
- Distribution : Disney Channel
- Pays d'origine : États-Unis
- Langue : Anglais
- Genre : comédie, fantastique, famille, aventure
- Date de sortie : 2009

## Distribution
- Selena Gomez (VF : Karine Foviau) : Alex Russo
- David Henrie (VF : Donald Reignoux) : Justin Russo
- Jake T. Austin (VF : Alexandre Nguyen) : Max Russo
- David DeLuise (VF : Xavier Fagnon) : Jerry Russo
- Maria Canals Barrera (VF : Deborah Perret) : Theresa Russo
- Jennifer Stone (VF : Céline Ronté) : Harper Finkle
- Xavier Torres (VF : Emmanuel Garijo) : Javier
- Steve Valentine (VF : Serge Faliu) : Archie
- Jennifer Alden (VF : Barbara Tissier) : Gisele

## Musique
- 01: Disappear
- 02: Magical
- 03: Magic
- 04: Strange Magic
- 05: Magic 2
- 06: Every Little Thing She Does Is Magic
- 07: Magic Carpet Ride
- 08: Magic 3
- 09: You Can Do Magic
- 10: Some Call It Magic
- 11: Do You Believe In Magic
- 12: Everything Is Not What It Seems

## Réception
Pour la première diffusion du film aux États-Unis, le vendredi 28 août 2009, la chaîne a rassemblé 11,4 millions de téléspectateurs, soit un record toutes chaînes du câble confondues en 2009, mais c'est aussi le deuxième meilleur démarrage de Disney Channel après High School Musical 2 et ses 17,2 millions de téléspectateurs. En France, le film a accueilli 425 000 téléspectateurs lors de sa première sur Disney Channel France. Ainsi que 654 000 téléspectateurs lors de sa diffusion sur NRJ 12, chaîne de la TNT, soit la meilleure audience pour la case Disney Break depuis son lancement en prime time.
L'épisode "Le retour des sorciers: Alex vs Alex" n'est pas un second film mais juste un épisode spéciale de 60 minutes (au lieu d'environ 22 minutes pour un épisode classique).

## Sortie DVD
- France : 2 décembre 2009. Langues : français, anglais et espagnol. La version du film est allongée par rapport à la version diffusée à la télévision.
- États-Unis /  Canada : 15 décembre 2009. Langue : anglais, sans sous-titres ;
  -  Québec : 15 décembre 2009. Langues : français, anglais.

## Diffusion internationale
| Pays / Région                                       | Chaîne                                             | Première diffusion                 | Titre                                                |
| --------------------------------------------------- | -------------------------------------------------- | ---------------------------------- | ---------------------------------------------------- |
| États-Unis (y compris Porto Rico)                   | Disney Channel                                     | 28 août 2009                       | Wizards of Waverly Place: The Movie                  |
| Canada                                              | Family                                             | 28 août 2009                       | Wizards of Waverly Place: The Movie                  |
| Nouvelle-Zélande                                    | Disney Channel                                     | 19 septembre 2009                  | Wizards of Waverly Place: The Movie                  |
| Australie                                           | Disney Channel                                     | 19 septembre 2009                  | Wizards of Waverly Place: The Movie                  |
| Inde                                                | Disney Channel India                               | 27 septembre 2009                  | Wizards of Waverly Place: The Movie                  |
| Argentine Mexique Chili Colombie et Amérique latine | Disney Channel Amérique latine                     | 11 octobre 2009                    | Los Hechiceros de Waverly Place: La Película         |
| Espagne                                             | Disney Channel Espagne                             | 17 octobre 2009                    | Los Magos de Waverly Place: Vacaciones en el Caribe  |
| Portugal                                            | Disney Channel Portugal                            | 17 octobre 2009                    | Os Feiticeiros de Waverly Place: Férias nas Caraíbas |
| Royaume-Uni                                         | Disney Channel Royaume-Uni                         | 23 octobre 2009                    | Wizards of Waverly Place: The Movie                  |
| Irlande                                             | Disney Channel Royaume-Uni                         | 23 octobre 2009                    | Wizards of Waverly Place: The Movie                  |
| Brésil                                              | Disney Channel Brazil                              | 25 octobre 2009                    | Os Feiticeiros de Waverly Place: O Filme             |
| France                                              | Disney Channel France / NRJ 12                     | 27 octobre 2009 / 28 novembre 2009 | Les Sorciers de Waverly Place, le film               |
| Allemagne                                           | Disney Channel Allemagne                           | 30 octobre 2009                    | Die Zauberer vom Waverly Place – Der Film            |
| Italie                                              | Disney Channel Italie                              | 30 octobre 2009                    | I maghi di Waverly – The Movie                       |
| Danemark                                            | Disney Channel Scandinavia                         | 30 octobre 2009                    | Magi på Waverly Place: Filmen                        |
| Arabie saoudite / Brunei                            | Disney Channel Middle East / MBC4 / MBC Max        | 30 octobre 2009                    |                                                      |
| Afrique du Sud                                      | Disney Channel South Africa                        | 31 octobre 2009                    | Wizards of Waverly Place: The Movie                  |
| Chine                                               | Disney Channel Asia                                | 31 octobre 2009                    |                                                      |
| Hong Kong                                           | Disney Channel Asia                                | 31 octobre 2009                    |                                                      |
| Indonésie                                           | Disney Channel Asia                                | 31 octobre 2009                    |                                                      |
| Laos                                                | Disney Channel Asia                                | 31 octobre 2009                    |                                                      |
| Malaisie                                            | Disney Channel Asia                                | 31 octobre 2009                    |                                                      |
| Philippines                                         | Disney Channel Asia                                | 31 octobre 2009                    |                                                      |
| Singapour                                           | Disney Channel Asia                                | 31 octobre 2009                    |                                                      |
| Corée du Sud                                        | Disney Channel Asia                                | 31 octobre 2009                    |                                                      |
| Thaïlande                                           | Disney Channel Asia                                | 31 octobre 2009                    |                                                      |
| Vietnam                                             | Disney Channel Asia                                | 31 octobre 2009                    |                                                      |
| Turquie                                             | Disney Channel Turquie                             | 31 octobre 2009                    |                                                      |
| Pologne                                             | Disney Channel Pologne                             | 31 octobre 2009                    | Czarodzieje z Waverly Place – Film                   |
| Suède                                               |                                                    |                                    | Magi på Waverly Place - The Movie                    |
| République tchèque                                  | Disney Channel (Hungary, Czech Republic, Slovakia) | 31 octobre 2009                    | Kouzelníci z Waverly - Film                          |
| Slovaquie                                           | Disney Channel (Hungary, Czech Republic, Slovakia) | 31 octobre 2009                    | Kouzelníci z Waverly - Film                          |
| Hongrie                                             | Disney Channel (Hungary, Czech Republic, Slovakia) | 31 octobre 2009                    | Varázslók a Waverly helyrol - A Film                 |
| Roumanie                                            | Disney Channel Roumanie                            | 31 octobre 2009                    | Magicienii din Waverly Place: Filmul                 |
| Québec                                              | VRAK.TV                                            | 21 décembre 2009                   | Les Sorciers de Waverly Place, le film               |
| Taïwan                                              | Disney Channel Taiwan                              | 25 décembre 2009                   |                                                      |